# 10월 23일
10월 23일은 그레고리력으로 296번째(윤년일 경우 297번째) 날에 해당한다.

## 사건
- 425년 - 발렌티니아누스 3세가 6세의 나이에 로마 황제로 승격되다.
- 1707년 - 영국 의회가 첫 만남을 가지다.
- 1850년 - 미국 매사추세츠주 우스터에서 여성인권협약(National Women's Rights Convention)을 위한 첫 번째 정례모임이 열리다.
- 1924년 - 펑위샹, 베이징 정변을 일으키다.
- 1955년 - 자르 국민투표로 유럽 자치구 거부. 서독으로 귀속 결정. 프랑스는 서독과 완충지대로 삼을 계획이었다.
- 1956년 - 1956년 헝가리 혁명이 시작됐다.
- 1963년 - 조포나루터 익사 사건이 발생했다.
- 1996년 - 대한민국, 백범 김구 선생을 암살한 용의자 안두희를 박기서가 살해한 사건이 발생하다.
- 2002년 - 모스크바 극장 인질극 사건 발생일: 러시아 모스크바에 있는 오페라 극장에서 인질극 사건이 발생했다. 이 사건은 10월 26일 테러리스트들이 모두 사살됨으로써 종료되었다.

## 문화
- 1994년 - KBO 리그 한국시리즈 4차전에서 LG 트윈스가 태평양 돌핀스를 3대 2로 꺾고 시리즈 전적 4승으로 1990년 이후 4년만에 통산 2번째 우승을 달성하였다.
- 1996년 - KBO 리그 한국시리즈 6차전에서 해태 타이거즈가 현대 유니콘스를 5대 2로 꺾고 시리즈 전적 4승 2패로 1993년 이후 3년만에 통산 8번째 우승을 달성하였다.
- 1999년 - 청주문화방송(현. MBC충북)에서 표준FM이 개국했다. (FM 107.1 MHz)
- 2006년 - 청주문화방송(현. MBC충북)이 우암동 시대를 마감하고, 흥덕구 가경동에서 신사옥 시대를 시작.
- 2007년 - 이스타항공 설립
- 2012년 - 대한민국 전라북도에서의 지상파 아날로그 텔레비전 방송이 종료되었다.
- 2019년 - 일본 프로 야구 일본 시리즈 4차전에서 후쿠오카 소프트뱅크 호크스가 요미우리 자이언츠를 4대 3으로 꺾고 시리즈 전적 4승으로 통산 10번째 우승을 달성하였다. 2017년 일본 시리즈, 2018년 일본 시리즈에 이은 3연패이다.
- 2020년 - CBS 표준FM의 시사자키가 1990년 이후 30년만에 폐지되었다.

## 탄생
- 1546년 - 조선의 무장 신립. (~1592년)
- 1715년 - 러시아의 제국 황제 표트르 2세. (~1730년)
- 1844년 - 프랑스의 연극 배우 사라 베르나르. (~1923년)
- 1875년 - 미국의 과학자 길버트 뉴턴 루이스. (~1946년)
- 1901년 - 일제강점기의 독립운동가, 소설가, 시인, 언론인, 영화 배우, 영화 감독, 각본가 심훈. (~1936년)
- 1904년 - 대한민국의 독립운동가 조시원. (~1982년)
- 1905년 - 스위스의 의리학자 펠릭스 블로흐. (~1983년)
- 1909년 - 나치 독일의 정치인, 비서 및 마르틴 보어만의 아내 게르다 보어만. (~1946년)
- 1920년 - 이탈리아의 작가, 언론인 잔니 로다리. (~1980년)
- 1925년 - 미국의 호스트, 희극인 조니 카슨. (~2005년)
- 1927년 - 미국의 기업인 배런 힐턴. (~2019년)
- 1929년 - 칠레의 예술가 루이스 알라르콘. (~2023년)
- 1930년 - 대한민국의 언어학자 이기문. (~2020년)
- 1931년 - 일본의 사업가, 연예 기획자 자니 키타가와. (~2019년)
- 1939년 - 대한민국의 정치인 정주환. (~2022년)
- 1940년
  - 대한민국의 변호사 김창국. (~2016년)
  - 브라질의 축구 선수, 축구 행정가 펠레. (~2022년)
- 1942년 - 미국의 소설가 마이클 크라이튼. (~2008년)
- 1949년
  - 대한민국의 요리 연구가 한복선.
  - 대한민국의 바둑기사 전영선. (~2002년)
- 1952년 - 대한민국의 공무원 허준영 (~2023년)
- 1954년
  - 대한민국의 교수 이영무.
  - 타이완의 영화 감독 리안.
- 1955년 - 대한민국의 법조인 겸 정치인 엄호성.
- 1956년 - 대한민국의 배우 이성용.
- 1957년
  - 대한민국의 기업인 서정진.
  - 폴란드의 축구 선수 아담 나바우카.
  - 르완다의 정치인, 군인 폴 카가메.
- 1958년 - 대한민국의 법조인, 정치인 추미애.
- 1959년
  - 미국의 영화 감독, 영화 제작자, 배우 샘 레이미.
  - 일본의 소설가 오쿠다 히데오.
  - 미국의 가수, 작가, 배우, 성우, 프로듀서 위어드 알 얀코빅.
- 1960년
  - 대한민국의 정치인 이재현.
  - 미국의 컴퓨터 공학자 랜디 포시. (~2008년)
  - 일본의 전직 자위대원, 정치인 사토 마사히사.
- 1961년 - 스페인의 전 축구 선수 안도니 수비사레타.
- 1962년 - 대한민국의 언론 출신 정치인 최형두.
- 1963년 - 나이지리아의 대학 교수 오쿠이 엔위저. (~2019년)
- 1964년
  - 대한민국의 정치인 윤미향.
  - 미국의 배우, 성우 데이비드 소볼로프.
- 1965년 - 독일의 권투 선수 안드레아스 췰로.
- 1968년 - 대한민국의 영화 제작자 곽신애.
- 1969년
  - 중국의 천문학자 장다칭.
  - 대한민국의 성우 변영희.
  - 대한민국의 영화 감독 원신연.
- 1971년
  - 대한민국의 국악인, 방송인 오정해.
  - 미국인 래퍼 지누 (지누션).
  - 대한민국의 전 야구 선수, 야구 코치 류택현.
- 1972년 - 대한민국의 배우 차순배.
- 1973년 - 일본의 만화가 시무라 다카코.
- 1974년
  - 대한민국의 전 야구 선수 장용대.
  - 대한민국의 가수 이하정.
- 1976년 - 캐나다의 배우 라이언 레이놀즈.
- 1977년
  - 대한민국의 배우 윤지민.
  - 대한민국의 현 야구 코치, 전 야구 선수 박정환.
- 1978년
  - 대한민국의 가수 지선.
  - 대한민국의 수의사 나응식.
  - 대한민국의 배우 영건.
- 1979년 - 대한민국의 전 가수 허세원.
- 1980년 - 대한민국의 성우 김명준.
- 1981년
  - 대한민국의 가수, 배우 유수영 (S.E.S.).
  - 대한민국의 배우 이기우.
  - 대한민국의 기상 캐스터, 기업인, 유튜버 최윤정.
- 1982년
  - 대한민국의 배우 김은우.
  - 대한민국의 사격 선수 강초현.
  - 대한민국의 전 아나운서 이경희.
- 1983년
  - 괌의 축구 선수 제이슨 컨리프.
  - 일본의 전 축구 선수 나카노 히로시.
  - 대한민국의 작곡가 프로페서 피.
- 1984년
  - 대한민국의 배우 이영아.
  - 베트남의 성우 아인뚜언.
- 1985년
  - 대한민국의 아나운서 박종윤.
  - 대한민국의 희극인 최설아.
  - 일본의 아이돌 우라노 가즈미.
- 1986년
  - 영국의 배우 에밀리아 클라크.
  - 슬로바키아계 카나다인 안드레이 카르파티.
- 1987년
  - 대한민국의 가수, 배우 서인국.
  - 대한민국의 성우 이새벽.
  - 대한민국의 싱어송라이터 백가영.
  - 대한민국의 팝페라 가수 박정훈.
- 1989년 - 대한민국의 배우 문학진.
- 1990년
  - 대한민국의 가수 오세웅.
  - 대한민국의 가수 김일도 (이천원).
  - 대한민국의 가수 카더가든.
- 1991년
  - 대한민국의 가수 곽진언.
  - 대한민국의 가수, 배우 신원호 (크로스진).
  - 스웨덴의 축구 선수 에밀 포르스베리.
  - 대한민국의 축구 선수 권진영.
  - 대한민국의 축구 선수 권용현.
  - 일본의 전 황족 고무로 마코.
  - 스웨덴의 축구 선수 에밀 포르스베리.
- 1992년
  - 대한민국의 야구 선수 김도현.
  - 대한민국의 축구 선수 이동현.
  - 스페인의 축구 선수 알바로 모라타 (유벤투스 FC).
- 1993년
  - 일본의 성우, 가수 우에무라 유토.
  - 일본의 성우, 가수 코바야시 아이카.
  - 브라질의 축구 선수 파비뉴.
- 1994년
  - 미국의 배우 마거릿 퀄리.
  - 대한민국의 전 가수, 배우 아리.
  - 오스트레일리아의 프리스타일 스키 선수 맷 그레이엄.
  - 일본의 축구 선수 고바야시 유스케.
- 1995년
  - 대한민국의 축구 선수 박진섭.
  - 대한민국의 뮤지컬 배우, 연극배우 윤민형.
- 1996년
  - 대한민국의 리그 오브 레전드 프로게이머 최현웅.
  - 대한민국의 리그 오브 레전드 프로게이머 데프트.
  - 중국의 가수 류셰닝.
  - 일본의 배우 소마 사토루.
- 1997년 - 태국의 가수 민니 ((여자)아이들).
- 1998년 - 대한민국의 기상캐스터 금채림.
- 1999년 - 대한민국의 가수 해나.
- 2000년
  - 대한민국의 가수 현엽.
  - 대한민국의 농구 선수 이현중.
  - 대한민국의 가수 정슬.
- 2001년 - 대한민국의 축구 선수 김창훈.
- 2002년
  - 대한민국의 배우 신은수.
  - 중국의 가수 닝닝. (Aespa)
- 2006년 - 대한민국의 온라인콘텐츠창작자 주희.

## 사망
- 기원전 42년 -  로마 공화정 말기의 정치인 마르쿠스 유니우스 브루투스. (기원전 85년~)
- 930년 - 제60대 일본의 천황 다이고 천황. (885년~)
- 945년 - 고려의 제2대 황제 혜종. (912년~)
- 949년 - 제57대 일본의 천황 요제이 천황. (869년~)
- 1910년 - 태국의 왕 라마 5세. (1853년~)
- 1940년 - 미국의 야구 선수 해리 크라우스. (1888년~)
- 1996년 - 대한민국의 군인, 기업인 백범 김구 암살범 안두희. (1917년~)
- 1990년 - 프랑스의 철학자 루이 알튀세르. (1918년~)
- 2003년
  - 장개석의 부인 쑹메이링. (1897년~)
  - 일본의 음악가・작곡가 요시무라 히로시. (1940년~)
- 2009년 - 대한민국의 국제e스포츠연맹 대리 유두현. (1981년~)
- 2023년 - 영국의 프로듀서 겸 배우, 가수, 축구 선수 빌 켄라이트. (1945년~)
- 2024년
  - 대한민국의 정치인 이상득. (1935년~)
  - 미국의 영화배우, 가수 잭 존스. (1938년~)
  - 미국의 물리학자, 연구원 리언 쿠퍼. (1930년~)

## 기념일
- 라마 5세 서거일: 태국
- 몰의 날: 미국 화학자들이 10월 23일 오전이나 오후 6시 2분에 기념하는 날

## 같이 보기
- 전날: 10월 22일 다음날: 10월 24일 - 전달: 9월 23일 다음달: 11월 23일
- 음력: 10월 23일
- 모두 보기